# ТЭФИ (премия, 1996)
ТЭ́ФИ — российская национальная телевизионная премия за высшие достижения в области телевизионных искусств. Учреждена фондом «Академия Российского Телевидения» 21 октября 1994 года. Премия должна была стать российским аналогом американской телевизионной премии «Эмми».
Для участия в конкурсе «ТЭФИ—1996» принимались работы, произведённые и впервые вышедшие в эфир на территории России в период с 1 января 1995 года по 1 января 1996 года.

## Церемония
Вторая церемония награждения была проведена 16 мая 1996 года в Московском Художественном академическом театре имени М. Горького (МХАТ им. М.Горького). Её ведущими стали Елена Сафонова и Александр Масляков. Подготовка и трансляция в эфире телевизионной версии церемонии награждения была выполнена телеканалом «НТВ».

## Победители и финалисты
Победители указаны первыми и выделены отдельным цветом 
| Номинации                                            | Победители и финалисты                                                              | Производитель                                                                 | Представляющая организация                                                    | Канал-вещатель                  |
| ---------------------------------------------------- | ----------------------------------------------------------------------------------- | ----------------------------------------------------------------------------- | ----------------------------------------------------------------------------- | ------------------------------- |
| Лучшая программа новостей                            | «Сегодня»                                                                           | Телекомпания «НТВ»                                                            | Телекомпания «НТВ»                                                            | НТВ                             |
| Лучшая программа новостей                            | Цикл программ «Дорожный патруль»                                                    | Независимая «Студия Аладдин»                                                  | Независимая «Студия Аладдин»                                                  | МНВК (ТВ-6)                     |
| Лучшая программа новостей                            | «Времечко»                                                                          | АТВ                                                                           | АТВ                                                                           | НТВ                             |
| Лучшая программа новостей                            | «Вести»                                                                             | ВГТРК                                                                         | ВГТРК                                                                         | РТР                             |
| Лучшая авторская программа                           | «Итоги»                                                                             | Телекомпания «НТВ»                                                            | Телекомпания «НТВ»                                                            | НТВ                             |
| Лучшая авторская программа                           | «Мы»                                                                                | АТВ                                                                           | АТВ                                                                           | ОРТ                             |
| Лучшая авторская программа                           | «Чтобы помнили»                                                                     | Телекомпания «РЕН-ТВ»                                                         | Телекомпания «РЕН-ТВ»                                                         | ОРТ                             |
| Лучшая авторская программа                           | «Очевидное — невероятное»                                                           | Ассоциация научно-популярного и просветительского телевидения «АСС-ТВ»        | Ассоциация научно-популярного и просветительского телевидения «АСС-ТВ»        | ОРТ                             |
| Лучшая развлекательная программа                     | «Пока все дома»                                                                     | Телекомпания «Класс!»                                                         | Телекомпания «Класс!»                                                         | ОРТ                             |
| Лучшая развлекательная программа                     | «Я сама»                                                                            | МНВК (ТВ-6)                                                                   | МНВК (ТВ-6)                                                                   | МНВК (ТВ-6)                     |
| Лучшая развлекательная программа                     | «Волшебный фонарь»                                                                  | ВГТРК                                                                         | ВГТРК                                                                         | РТР                             |
| Лучшая программа для детей                           | «Умницы и умники»                                                                   | Телекомпания «Класс!»                                                         | ОРТ                                                                           | ОРТ                             |
| Лучшая программа для детей                           | «Устами младенца»                                                                   | Видео Интернешнл                                                              | Видео Интернешнл                                                              | РТР                             |
| Лучшая программа для детей                           | «Дог-шоу»                                                                           | Телекомпания «РЕН-ТВ»                                                         | Телекомпания «РЕН-ТВ»                                                         | НТВ                             |
| Лучшая спортивная передача                           | «Русские на американском льду»                                                      | ОРТ                                                                           | ОРТ                                                                           | ОРТ                             |
| Лучшая спортивная передача                           | «Гонки на выживание»                                                                | ПК «Аква-Вита» совместно с Ассоциацией каскадёров России при участии «ТК ВИD» | ПК «Аква-Вита» совместно с Ассоциацией каскадёров России при участии «ТК ВИD» | Телеканал «2×2»                 |
| Лучшая спортивная передача                           | «Суперхоккей»                                                                       | МНВК (ТВ-6)                                                                   | МНВК (ТВ-6)                                                                   | ТВ-6                            |
| Лучшая спортивная передача                           | «Большие гонки»                                                                     | ПЦ «ОДЛ»                                                                      | ПЦ «ОДЛ»                                                                      | ОРТ                             |
| Лучшая спортивная передача                           | «Такова спортивная жизнь»                                                           | Телекомпания «НТВ»                                                            | Телекомпания «НТВ»                                                            | НТВ                             |
| Лучшая программа, созданная на региональном ТВ       | Цикл «Кучугуры и окрестности»                                                       | Независимая студия «Телемост», г. Воронеж                                     | ВГТРК                                                                         | РТР                             |
| Лучшая программа, созданная на региональном ТВ       | «Последний остров»                                                                  | АГТРК «Поморье», г. Архангельск                                               | АГТРК «Поморье», г. Архангельск                                               | АГТРК «Поморье», г. Архангельск |
| Лучшая программа, созданная на региональном ТВ       | «Разорённые дворянские гнёзда. Барышниковы» из цикла «Смоленщина, которую мы знаем» | Телевизионная студия «SCS 10 канал», г. Смоленск                              | Телевизионная студия «SCS 10 канал», г. Смоленск                              | SCS                             |
| Лучший телевизионный фильм                           | «К. Симонов и В. Гроссман — сын и пасынок» из цикла «Неуходящая натура»             | ВГТРК                                                                         | ВГТРК                                                                         | РТР                             |
| Лучший телевизионный фильм                           | «Почему ты жив?»                                                                    | Телекомпания «РЕН-ТВ»                                                         | Телекомпания «РЕН-ТВ»                                                         | ОРТ                             |
| Лучший телевизионный фильм                           | «Криминальная Россия»                                                               | Телекомпания «НТВ»                                                            | Телекомпания «НТВ»                                                            | НТВ                             |
| Лучшая просветительская программа                    | «В мире животных»                                                                   | Ассоциация научно-популярного и просветительского телевидения «АСС-ТВ»        | Ассоциация научно-популярного и просветительского телевидения «АСС-ТВ»        | ОРТ                             |
| Лучшая просветительская программа                    | «Под знаком Пи»                                                                     | ОРТ                                                                           | ОРТ                                                                           | ОРТ                             |
| Лучшая просветительская программа                    | «Дневник профессора Готье»                                                          | Телекомпания «НТВ»                                                            | Телекомпания «НТВ»                                                            | НТВ                             |
| Телевизионное событие года                           | «Куклы»                                                                             | Телекомпания «НТВ»                                                            | Телекомпания «НТВ»                                                            | НТВ                             |
| Телевизионное событие года                           | «Фашизм в России. Кто?»                                                             | Телекомпания «Облик»                                                          | Телекомпания «Облик»                                                          | РТР                             |
| Телевизионное событие года                           | «Русский проект»                                                                    | ОРТ                                                                           | ОРТ                                                                           | ОРТ                             |
| Лучший ведущий развлекательной программы             | Илья Олейников, Юрий Стоянов — «Городок»                                            | Студия «Позитив TV»                                                           | ВГТРК                                                                         | РТР                             |
| Лучший ведущий развлекательной программы             | Юлия Меньшова — «Я сама»                                                            | МНВК (ТВ-6)                                                                   | МНВК (ТВ-6)                                                                   | ТВ-6                            |
| Лучший ведущий развлекательной программы             | Тимур Кизяков — «Пока все дома»                                                     | ОРТ                                                                           | ОРТ                                                                           | ОРТ                             |
| Лучший ведущий информационной программы              | Светлана Сорокина — «Вести»                                                         | ВГТРК                                                                         | ВГТРК                                                                         | РТР                             |
| Лучший ведущий информационной программы              | Татьяна Миткова — «Сегодня»                                                         | Телекомпания «НТВ»                                                            | Телекомпания «НТВ»                                                            | НТВ                             |
| Лучший ведущий информационной программы              | Борис Ноткин — «Лицом к городу»                                                     | РМТК «Москва»                                                                 | РМТК «Москва»                                                                 | РМТК «Москва»                   |
| Лучший репортёр                                      | Андрей Черкасов — «Сегодня», «Итоги»                                                | Телекомпания «НТВ»                                                            | Телекомпания «НТВ»                                                            | НТВ                             |
| Лучший репортёр                                      | Олег Шоммер — собственный корреспондент ОРТ по Саратовской области                  | ОРТ                                                                           | ОРТ                                                                           | ОРТ                             |
| Лучший репортёр                                      | Сергей Брилёв — «Вести»                                                             | ВГТРК                                                                         | ВГТРК                                                                         | РТР                             |
| «За личный вклад в развитие российского телевидения» | Колосов Сергей Николаевич — киностудия «Телефильм» киноконцерна «Мосфильм»          |                                                                               |                                                                               |                                 |
| Специальный приз Академии Российского телевидения    | Масляков Александр Васильевич — КВН                                                 |                                                                               |                                                                               |                                 |
| Специальный приз Академии Российского телевидения    | Филатов Леонид Алексеевич                                                           |                                                                               |                                                                               |                                 |